# Episodi de I Cavalieri dello zodiaco - Saint Seiya - Hades
Questa è la lista degli episodi della trilogia di serie OAV I Cavalieri dello zodiaco - Saint Seiya - Hades, prodotta dalla Toei Animation tra il 2002 e il 2008, in collaborazione prima con la Bandai (Sanctuary) ed in seguito con la Avex Trax (Meikai e Elysium).
In Italia i capitoli Sanctuary e Meikai sono stati trasmessi da Italia 1 fra il 2008 e il 2009, il primo nelle mattinate del week-end, il secondo in lunch-time. Il capitolo Elysion, invece, è stato proiettato in anteprima al Roma Fiction Festival il 1º ottobre 2012 ed è stato trasmesso su Italia 2 dal 15 al 29 ottobre 2014 per tre mercoledì in seconda serata.

## Episodi
| Nº                     | Titolo italiano Giapponese 「Kanji」 - Rōmaji - Traduzione letterale | In onda          | In onda           |
| Nº                     | Titolo italiano Giapponese 「Kanji」 - Rōmaji - Traduzione letterale | Giapponese       | Italiano          |
| Sanctuary (13 episodi) | |                  |                   |
| 1                      | L'inizio di una nuova Guerra Sacra 「新たなる聖戦のはじまり」 - Aratanaru seisen no hajimari – "L'inizio di una nuova guerra sacra" | 9 novembre 2002  | 14 settembre 2008 |
| 1                      | Il "Sigillo di Atena" ha tenuto prigioniero Ade per 243 anni, cioè dalla fine dell'ultima Guerra Sacra, ma ora il signore degli Inferi è riuscito a liberarsi e, forte dell'appoggio di 108 Specter a lui fedeli, ha iniziato una nuova guerra contro la sua più acerrima nemica, Atena. Al Grande Tempio irrompono tre uomini mascherati, due dei quali sono Cancer e Fish: un tempo questi erano Cavalieri di Atena, ma ora combattono per Ade, che li ha riportati in vita. Inoltre, adesso Cancer e Fish indossano speciali armature dette "surplici", le vestigia utilizzate dagli Specter seguaci di Ade. Il loro obiettivo è giungere da Lady Isabel e ucciderla, ma prima i due devono superare le dodici case dello zodiaco: Mur dell'Ariete cerca di fermarli alla prima casa, ma il combattimento tra il Cavaliere d'oro e i due Specter è interrotto dall'arrivo di Pegasus. Purtroppo però Atena ha vietato il coinvolgimento dei Cavalieri di bronzo in questa guerra e, di fronte al rifiuto a farsi da parte del Cavaliere di Pegasus, Mur lo colpisce con la sua Onda di Luce Stellare. |                  |                   |
| 2                      | Lacrime di sangue 「慟哭の三人」 - Dōkoku no sannin – "Il lamento dei tre" | 9 novembre 2002  | 21 settembre 2008 |
| 2                      | Ai Cinque Picchi Fiore di Luna viene attaccata da un gruppo di Cavalieri d'argento: Argor, Agape e Vesta. I tre guerrieri sono stati riportati in vita da Ade e hanno anche loro giurato fedeltà al signore degli Inferi; per fortuna, al momento opportuno sopraggiunge Sirio, che sconfigge i tre nemici già vinti in passato. Saputo della partenza del Maestro dei Cinque Picchi per il Grande Tempio, il Cavaliere del Dragone decide di seguire l'istruttore ad Atene. Intanto, Mur sconfigge Cancer e Fish con l'Onda di Luce Stellare, ma ecco che altri tre Specter attaccano il Cavaliere dell'Ariete: anche Gemini, Aquarius e Capricorn sono stati resuscitati da Ade e si sono schierati dalla parte del signore degli Inferi, ma durante la battaglia Mur nota che i tre ex Cavalieri d'oro nascondono qualcosa e i loro cuori piangono lacrime di sangue. Paralizzato dall'uomo ancora incappucciato, Mur non può impedire l'attraversamento della prima casa a Gemini, Aquarius e Capricorn, che si sostituiscono a Cancer e Fish nella missione di uccidere Atena. In soccorso del Cavaliere d'oro giunge Libra, che riconosce l'uomo incappucciato come il Grande Sacerdote di Atene prima di Arles e l'istruttore di Mur, Shin dell'Ariete. Il Maestro dei Cinque Picchi, il cui vero nome è Dohko, libera Mur e gli spiega che la nuova vita dei Cavalieri resuscitati da Ade durerà soltanto dodici ore: i Cavalieri di Atena dovranno proteggere Lady Isabel dagli Specter di Ade per le prossime dodici ore e per questo Libra ha acceso la meridiana dello zodiaco. Mentre Mur si lancia all'inseguimento di Gemini e compagni, Dohko ingaggia una battaglia contro Shin.                                 |                  |                   |
| 3                      | Oltre la vita 「蠢く者の影」 - Ugomeku mono no kage – "Le ombre di chi combatte" | 14 dicembre 2002 | 12 ottobre 2008   |
| 3                      | Cancer e Fish sono tornati al castello di Ade, desiderosi di parlare con il signore degli Inferi. I due ex Cavalieri d'oro vengono però fermati da Rhadamante, un "Gigante degli Inferi", che li uccide come punizione per aver fallito la loro missione al Grande Tempio. Nel frattempo, Mur raggiunge la seconda casa dello zodiaco, ma al suo interno trova il corpo morto di Toro, sconfitto in circostanze misteriose. Il Cavaliere del Toro è stato in realtà attaccato da Niobe, un altro Specter al servizio di Ade, ma prima di venire sopraffatto dal Profumo Letale il Cavaliere d'oro ha annientato il nemico con il Sacro Toro. Gemini, Capricorn e Aquarius hanno dunque superato la seconda casa senza incontrare ostacoli, ma all'interno della casa dei Gemelli una forza misteriosa blocca i tre Specter. Intanto, anche Andromeda decide di raggiungere il Grande Tempio, nonostante Lady Isabel gli abbia vietato di recarvisi. Il Cavaliere di Andromeda viene però attaccato al porto di Nuova Luxor da Argetti, Dedalus e Orione, altri tre Cavalieri resuscitati da Ade e ora suoi seguaci. I Cavalieri d'argento vengono però sconfitti al termine di una breve lotta. |                  |                   |
| 4                      | Redenzione inattesa 「半神の贖罪」 - Hanshin no shokuzai – "La redenzione del semidio" | 14 dicembre 2002 | 26 ottobre 2008   |
| 4                      | La corsa di Gemini, Aquarius e Capricorn viene fermata da Kanon, che ora ha giurato fedeltà ad Atena e ha rinnegato il suo passato malvagio. I tre Specter sono vittima di un'illusione creata dal fratello di Gemini: per liberare la strada il Cavaliere dei Gemelli attacca Kanon, facendo cadere le illusioni nella terza casa. Nel frattempo Cristal, che si trova in Siberia, viene attaccato da altri tre Cavalieri d'argento riportati in vita da Ade: Babel, Moses e Eris. Sconfitti facilmente i nemici, Cristal decide di recarsi al Grande Tempio, percependo il pericolo che sta correndo Lady Isabel. Intanto, presso le stanze di Atena Scorpio incontra Kanon, ma nonostante il suo pentimento e la sua redenzione il Cavaliere dello Scorpione non si fida del fratello di Gemini e lo attacca con la Cuspide Scarlatta. Tuttavia, accortosi che Kanon non tenta nemmeno di difendersi, come se stesse cercando di espiare le colpe di cui si è macchiato in passato subendo le dolorose punture della Cuspide Scarlatta, Scorpio risparmia il guerriero e si ricrede su di lui. |                  |                   |
| 5                      | Un fugace incontro 「かりそめの再会」 - Karisome no saikai – "Incontro momentaneo" | 11 gennaio 2003  | 2 novembre 2008   |
| 5                      | Gemini, Capricorn e Aquarius corrono alla quarta casa, ma al suo interno rimangono vittime di nuove illusioni molto potenti. Nel frattempo, Sirio giunge al Grande Tempio, dove incontra Phoenix: il Cavaliere della Fenice ha deciso di non combattere questa Guerra Sacra, in quanto secondo lui non ve n'è ragione, e si definisce un semplice "spettatore". Successivamente, Dragone incontra Pegasus: il colpo di Mur lo ha teletrasportato nell'arena dove il giovane eroe ha conquistato la sua armatura ai tempi dell'addestramento. Mentre i due Cavalieri decidono di raggiungere le stanze di Atena, Gemini identifica Virgo come l'autore delle illusioni alla casa del Cancro e lo colpisce con la sua Esplosione Galattica; il Cavaliere della Vergine, che si trova alla sesta casa, sopravvive all'attacco e risponde radendo al suolo la casa del Cancro con l'Abbandono dell'Oriente. |                  |                   |
| 6                      | L'antico guerriero 「古の闘士」 - Inishie no tōshi – "Il ritorno del vecchio soldato" | 11 gennaio 2003  | 9 novembre 2008   |
| 6                      | Alla prima casa Dohko e Shin si scontrano in una dura battaglia, ma il Maestro dei Cinque Picchi accusa l'avanzata età e non può combattere alla pari con l'avversario. Mentre anche Cristal e Andromeda raggiungono il Grande Tempio, Sirio giunge alla casa dell'Ariete per assistere il suo maestro. Sotto lo sguardo attonito dei presenti, Dohko compie un'incredibile trasformazione: dall'anziano guerriero di 261 anni, Libra torna ad essere il ragazzo che era al termine dell'ultima Guerra Sacra, 243 anni fa. Il maestro di Sirio ha infatti ricevuto da Atena il dono del Misopethamenos, grazie al quale il suo cuore ha iniziato a battere molto lentamente ed il suo organismo è in realtà invecchiato solamente di poche centinaia di giorni. Libra indossa la sua armatura d'oro e si confronta con Shin in un ultimo scambio di colpi: il duello non ha un vincitore e i cosmi dei due antichi guerrieri si annullano a vicenda. |                  |                   |
| 7                      | Oscura adunanza 「黒き衣の群れ」 - Kuroki koromo no mure – "Fantasmi in nero" | 8 febbraio 2003  | 16 novembre 2008  |
| 7                      | Mur raggiunge la casa del Cancro, dove però non incontra Gemini, Aquarius e Capricorn. Il Cavaliere d'oro si imbatte invece in un gruppo di Specter guidati da Giganto, che si erano messi sulle tracce di Gemini e compagni. Quando sopraggiunge Pegasus, Giganto prosegue verso la quinta casa e lascia il posto a Papillon, un altro Specter con poteri molto particolari: egli sta completando una trasformazione e assume diverse forme, giungendo a rinchiudere Mur e Pegasus in due bozzoli. Mentre i due Cavalieri di Atena sono imprigionati, Cristal, Andromeda e Dragone superano la quarta casa senza incontrare ostacoli. Quando Mur e Pegasus riescono a liberarsi, Papillon ha assunto la sua forma definitiva, simile ad una farfalla gigante. La battaglia è affidata a Mur, che alla fine riesce a sconfiggere il nemico con l'Onda di Luce Stellare. |                  |                   |
| 8                      | Un attimo di esitazione 「逡巡の刻」 - Shunjun no toki – "Un momento di esitazione" | 8 febbraio 2003  | 23 novembre 2008  |
| 8                      | Gli Specter guidati da Giganto raggiungono la quinta casa, dove però vengono fermati da Ioria: il Cavaliere del Leone sconfigge cinque avversari, ma durante il combattimento nota che alcuni Specter possiedono un cosmo familiare. Ioria deve poi combattere contro Raimi, che riesce a immobilizzare il Cavaliere d'oro permettendo ai compagni di attraversare la quinta casa, ma che viene poi facilmente sconfitto. Mentre i Cavalieri di bronzo, ai quali si è aggregato anche Pegasus, giungono alla casa del Leone, Giganto e gli altri Specter entrano nella casa della Vergine, dove incontrano Virgo: l'"uomo più vicino ad Atena" si scontra con i seguaci di Ade e li attacca con le Ombre delle Tenebre, ma tre Cavalieri riescono a tenergli testa: Gemini, Aquarius e Capricorn si erano nascosti tra i guerrieri di Giganto e avevano indossato le surplici di altri tre Specter uccisi in precedenza. I tre ex Cavalieri d'oro ingaggiano una battaglia contro Virgo, che decide di aprire i suoi occhi. |                  |                   |
| 9                      | Orgoglio e infamia 「矜持の果て」 - Kyōji no hate – "La fine della gloria" | 8 marzo 2003     | 30 novembre 2008  |
| 9                      | Eliminati con facilità gli Specter guidati da Giganto, Virgo conduce Gemini, Aquarius e Capricorn in un giardino vicino alla sesta casa dove sorgono due alberi gemelli, simili a quelli presso i quali morì Buddha. Virgo, che si dice sia la reincarnazione di Buddha, ha infatti deciso di sacrificarsi per la causa e combatte un'ultima volta contro i tre ex Cavalieri d'oro. L'unico modo che questi hanno per sconfiggere l'avversario è utilizzare l'Urlo di Atena, il colpo che la dea della giustizia ha vietato sin dai tempi più antichi: questa tecnica unisce i cosmi di tre Cavalieri e indirizza la loro energia in un unico bersaglio; si tratta dunque di una mossa sleale e che non dà gloria, in quanto la vittima si ritrova in evidente svantaggio. Privati di quattro dei cinque sensi dal Sacro Virgo, Gemini, Aquarius e Capricorn scagliano l'Urlo di Atena e annientano Virgo. |                  |                   |
| 10                     | Il colpo proibito 「金色の激突」 - Konjiki no gekitotsu – "Scontro dorato" | 8 marzo 2003     | 7 dicembre 2008   |
| 10                     | Virgo muore, ma il suo spirito rimane al giardino degli alberi gemelli per scrivere le sue ultime parole su dei petali. Prima di abbandonare il mondo, lo spirito di Virgo indirizza i petali verso le stanze di Lady Isabel, che legge la parola Arayashiki scritta con il sangue e comprende la verità sul sacrificio di Virgo. Intanto, Gemini, Aquarius e Capricorn rientrano nella sesta casa, dove sono giunti Mur, Ioria, Scorpio, Pegasus, Cristal, Sirio e Andromeda. Pur di raggiungere il loro obiettivo, i tre Specter si preparano ad eseguire una seconda volta l'Urlo di Atena, per liberare la strada dalla presenza dei Cavalieri avversari. Tuttavia, per contrastare Gemini e compagni, Mur, Ioria e Scorpio decidono di lanciare a loro volta il colpo proibito: se due colpi di tale forza distruttiva collidono, la potenza sprigionata sarebbe sufficiente per radere al suolo tutte le dodici case. Ma i tre Specter e i tre Cavalieri d'oro non esitano e si attaccano a vicenda con l'Urlo di Atena. |                  |                   |
| 11                     | Il santuario del terrore 「震撼の聖域」 - Shinkan no Sei'iki – "Agitazione al santuario" | 12 aprile 2003   | 14 dicembre 2008  |
| 11                     | Nel tentativo di evitare una catastrofe, Pegasus e compagni utilizzano le loro tecniche per deviare verso il cielo la grande massa di energia generata dai due Urli di Atena: i Cavalieri di bronzo, le cui armature assumono durante l'atto un riflesso dorato, scongiurano la distruzione delle dodici case e l'annientamento reciproco tra Cavalieri d'oro, riuscendo inoltre a salvarsi. A questo punto, Lady Isabel pone fine alle ostilità chiedendo a Mur, Ioria e Scorpio di condurre Gemini, Capricorn e Aquarius al suo cospetto. Presso la statua di Atena posta oltre le dodici case, Lady Isabel consegna a Gemini il pugnale con il quale, molti anni fa, il Cavaliere dei Gemelli tentò di assassinare la ragazza allora neonata: con l'ausilio del pugnale Gemini uccide Lady Isabel, su richiesta della stessa ragazza. Quando Pegasus e compagni giungono alla statua di Atena tutti i Cavalieri se ne sono andati, ma ecco che sopraggiunge Shin dell'Ariete: il maestro di Mur decide di rivelare la verità sul sacrificio di Atena. |                  |                   |
| 12                     | L'armatura di Atena 「女神の聖衣」 - Megami no sei'i – "L'armatura della dea" | 12 aprile 2003   | 21 dicembre 2008  |
| 12                     | Shin spiega a Pegasus e compagni che i Cavalieri d'oro riportati in vita da Ade non si sono realmente schierati dalla parte del signore degli Inferi: in realtà il compito di Gemini e degli altri Specter resuscitati è sempre stato quello di portare negli Inferi Atena, in modo che la dea della giustizia combattesse faccia a faccia contro Ade. Tuttavia, per non destare sospetti, gli ex Cavalieri d'oro hanno dovuto agire senza rivelare le loro vere intenzioni. Shin raccoglie il sangue di Lady Isabel caduto a terra e lo getta sulla statua di Atena: la grande scultura si riduce di dimensioni fino a poter essere afferrata con una mano. Il Cavaliere dell'Ariete rivela che la statua è l'armatura di Atena, che deve essere consegnata alla dea affinché la utilizzi nella lotta contro Ade. Prima che Pegasus e compagni si rechino al castello di Ade, da dove potranno raggiungere gli Inferi e aiutare Lady Isabel a sconfiggerne il signore, Shin bagna con il sangue di Atena le armature usurate dei Cavalieri di bronzo, riparandole e rendendole più potenti che mai. Nel frattempo, Gemini, Aquarius e Capricorn giungono al palazzo di Ade e minacciano Pandora, la sacerdotessa del signore degli Inferi, affinché li faccia entrare nel regno del dio; purtroppo però la vita provvisoria concessa ai Cavalieri resuscitati sta terminando e presto Gemini e compagni moriranno di nuovo. Intanto, anche Mur, Ioria e Scorpio sono giunti al castello di Ade e fronteggiano Rhadamante, che però riesce a tenere testa ai Cavalieri di Atena con sorprendente facilità, nonostante l'inferiorità numerica. Tuttavia, a salvare i Cavalieri d'oro giungono Pegasus, Sirio, Cristal e Andromeda. |                  |                   |
| 13                     | L'alba della decisione finale 「決意の朝」 - Ketsui no asa – "L'alba della decisione" | 12 aprile 2003   | 28 dicembre 2008  |
| 13                     | Mur, Ioria e Scorpio si sacrificano per permettere ai Cavalieri di bronzo di raggiungere l'ingresso del regno di Ade. Sulla soglia degli Inferi, Pegasus e compagni incontrano Gemini, Capricorn e Aquarius morenti: le dodici ore di vita degli ex Cavalieri d'oro scadono e i corpi dei tre guerrieri si dissolvono davanti agli occhi dei Cavalieri di bronzo. In questo momento giunge Rhadamante, che dopo aver ucciso i Cavalieri d'oro vuole sconfiggere anche Pegasus e compagni: il Gigante degli Inferi mette a dura prova i Cavalieri di Atena, che però non si vogliono arrendere, in nome dei Cavalieri d'oro caduti in questa guerra. Pegasus, il cui cosmo diviene più forte che mai, si getta negli Inferi insieme a Rhadamante mentre il palazzo di Ade crolla, tanto forte è stata la furia distruttiva dello scontro. Intanto, al Grande Tempio Dohko saluta per l'ultima volta il suo antico compagno di battaglia Shin, il cui corpo si dissolve e la cui anima fa ritorno nell'oltretomba. Il Cavaliere della Bilancia si prepara a raggiungere gli Inferi insieme a Kanon. |                  |                   |
| Inferno (12 episodi)   | |                  |                   |
| 14                     | Il traghettatore di anime 「渡れ！アケローンの河」 - Watare! Akerōn no kawa – "Attraversate! Il fiume Acheronte" | 17 dicembre 2005 | 17 febbraio 2009  |
| 14                     | Sulla soglia degli Inferi Andromeda, Cristal e Dragone vengono raggiunti da Libra: il maestro di Sirio spiega che per raggiungere il regno di Ade da vivi è necessario risvegliare l'Araiashiki, l'"ottavo senso", uno stato di conoscenza superiore presente in tutti gli uomini: Atena e Virgo si sono spinti al limite della vita per raggiungere questo stato ed entrare negli Inferi. Anche Dohko e i Cavalieri di bronzo riescono ad acquisire l'ottavo senso ed entrano nel regno di Ade da vivi: la loro missione è quella di consegnare l'armatura di Atena alla dea della giustizia. Anche Pegasus è riuscito inconsapevolmente a risvegliare l'ottavo senso e, insieme ad Andromeda, raggiunge il fiume Acheronte, il confine tra il regno dei vivi e quello dei morti. Qui i due Cavalieri incontrano lo Specter Caronte, il traghettatore di anime, che li conduce all'altra riva del fiume e, al termine di una serie di diverbi e scontri dovuti al pedaggio non pagato e alla discordanza tra fazioni, combatte contro Pegasus, venendo però sconfitto. I Cavalieri di Atena proseguono dunque la loro corsa nel regno dei morti: come ha spiegato Caronte, il regno di Ade è composto da otto prigioni, tre valli, dieci malebolge e quattro sfere; i Cavalieri dello zodiaco dovranno superare tutti questi ostacoli prima di giungere alla corte del dio. |                  |                   |
| 15                     | Il tribunale silenzioso 「静かなる法廷」 - Shizukanaru hōtei – "Il tribunale silenzioso" | 17 dicembre 2005 | 19 febbraio 2009  |
| 15                     | Pegasus e Andromeda giungono alla prima prigione, al cui interno ne incontrano il custode: Rune è lo Specter a difesa del "Palazzo del Tribunale", il luogo dove le anime vengono giudicate per i peccati commessi in vita e poi inviate nel luogo più adatto degli Inferi dove sconteranno la loro pena. Anche se ancora vivi, i Cavalieri di Atena vengono condannati per le varie morti che hanno causato nella guerra in nome della giustizia, ma vengono salvati da Kanon, che sconfigge Rune con la sua Illusione Diabolica. Mentre Pegasus e Andromeda proseguono la loro corsa, il fratello di Gemini ingaggia una battaglia contro Rhadamante, ma stavolta il Gigante degli Inferi non ha buon gioco del nemico e addirittura rischia di essere sconfitto. Nel mondo terreno gli Specter sono protetti da un campo di forza generato da Ade, che però non è attivo negli Inferi: se non fosse stato per questo svantaggio, probabilmente Mur, Ioria e Scorpio sarebbero riusciti a sconfiggere Rhadamante. Lo scontro viene interrotto dall'arrivo di un gruppo di Specter, poi sconfitti senza difficoltà, che convocano il Gigante degli Inferi alla corte di Ade. |                  |                   |
| 16                     | Il cavaliere leggendario 「伝説の聖闘士オルフェ」 - Densetsu no seintōshi, Orufe – "Il cavaliere della leggenda, Orfeo" | 21 gennaio 2006  | 24 febbraio 2009  |
| 16                     | Pegasus e Andromeda giungono alla seconda prigione, dove le anime di coloro che in vita furono avidi vengono sbranate da Cerbero, un enorme cane a tre teste. I Cavalieri di Atena sconfiggono Cerbero, ma poi devono fronteggiare il guardiano della seconda prigione, Pharao, che mette in grande difficoltà i due giovani eroi con la sua Maledizione della Bilancia. Pegasus e Andromeda vengono salvati da Orpheo, il Cavaliere della Lira, che inganna Pharao facendogli credere di averli uccisi; al loro risveglio, i due Cavalieri di Atena si ritrovano in un prato fiorito, dove incontrano una ragazza mezza pietrificata di nome Euridice. La fanciulla racconta la sua storia e quella di Orfeo: il Cavaliere della Lira era un tempo fedele ad Atena e deliziava i Cavalieri d'oro con la dolce musica della sua lira. Ma un giorno la sua fidanzata, Euridice, venne morsa da un serpente velenoso e morì: Orfeo si recò negli Inferi da vivo e chiese a Ade di riportare in vita la ragazza; in cambio il musico avrebbe suonato alla corte del dio. Il signore degli Inferi acconsentì ad una sola condizione: il Cavaliere della Lira non avrebbe dovuto guardare negli occhi la fidanzata fino al suo ritorno nel mondo dei vivi. Tuttavia, non ancora giunto a destinazione, il musico scambiò una sfera di luce per il Sole e, pensando di essere giunto sulla Terra, si voltò a guardare la fidanzata: Euridice rimase pietrificata negli Inferi, ma Orfeo decise di rimanere per sempre con lei, nonostante la ragazza vorrebbe che il musico faccia ritorno sulla Terra. |                  |                   |
| 17                     | Requiem doloroso per Orfeo 「オルフェ 悲しき鎮魂歌」 - Orufe, kanashiki chinkonka – "Orfeo, un triste requiem" | 21 gennaio 2006  | 26 febbraio 2009  |
| 17                     | La sfera di luce che Orfeo confuse con il Sole e che non gli permise di tornare sulla Terra insieme a Euridice fu creata da Pharao: venuto a conoscenza di questo segreto, Orfeo ingaggia una battaglia contro il custode della seconda prigione. Lo scontro è molto duro, ma alla fine la musica del Cavaliere d'argento prevale sulle tecniche dell'arpa di Pharao, che viene sconfitto. Orpheo, Pegasus e Andromeda decidono di recarsi insieme alla corte di Ade, situata presso la Giudecca, la quarta sfera dell'ottava prigione, e sconfiggere il dio una volta per tutte. Orpheo si introduce nel palazzo di Ade, dichiarando di essere giunto per suonare al cospetto del signore degli Inferi, mentre Pegasus e Andromeda restano nascosti in un baule pieno di fiori, spacciati per un dono al dio. Al concerto di Orpheo saranno presenti anche i tre "Giudici degli Inferi": Eaco, Minosse e Rhadamante. Intanto, Kanon, Dragone e Cristal superano con facilità la terza prigione: anche loro sono diretti alla Giudecca con l'obiettivo di sconfiggere Ade. |                  |                   |
| 18                     | I giudici degli inferi 「ハーデス！驚愕の憑依」 - Hades! Kyōgaku no hyōi – "Hades! Una sorprendente reincarnazione" | 18 febbraio 2006 | 3 marzo 2009      |
| 18                     | Con la sua Sinfonia dell'Eterna Quiete Orfeo riesce ad addormentare tutti gli spettatori del suo concerto: adesso al Cavaliere d'argento non resta che attaccare Ade, seduto sul suo trono e nascosto dietro una tenda, ma la figura che colpisce si rivela essere un'illusione. A questo punto Rhadamante, sul quale la musica di Orfeo non ha avuto effetto, attacca il Cavaliere di Atena, che però viene salvato dall'intervento di Pegasus. Il giovane eroe è costretto a colpire Orfeo insieme a Rhadamante: il Cavaliere d'argento rimane ucciso dal Fulmine di Pegasus, ma il Giudice degli Inferi riesce a salvarsi. Mentre una nuova battaglia tra Pegasus e Rhadamante sta per iniziare, Andromeda compie una strana mutazione: i suoi capelli diventano rossi e la sua voce cambia. Incredibilmente, il Cavaliere di Andromeda si rivela essere la reincarnazione di Ade e Pegasus, che non ha più alleati, viene sconfitto da Rhadamante e gettato nel Cocito. Nel frattempo, Kanon, Cristal e Sirio incontrano Flegiàs, lo Specter guardiano dello Stagno delle Tenebre, un altro ostacolo nella corsa dei Cavalieri di Atena. La caduta del seguace di Ade per mano di Kanon permette ai tre guerrieri di attraversare lo stagno a bordo di una zattera. |                  |                   |
| 19                     | I fili del burattinaio 「激闘！ジュデッカへの道」 - Gekitō! Judekka e no Michi – "Il grande scontro! La strada per la Giudecca" | 18 febbraio 2006 | 5 marzo 2009      |
| 19                     | Superato lo Stagno delle Tenebre, Kanon, Dragone e Cristal si imbattono in Rhadamante. Il Cavaliere d'oro affronta il seguace di Ade e lascia proseguire i Cavalieri di bronzo, ma proprio quando sta per sopraffare il nemico la battaglia viene interrotta dall'arrivo degli altri due Giudici degli Inferi, gli Specter più potenti a servizio del signore degli Inferi, Minosse ed Eaco. I due mettono in difficoltà Kanon con le loro tecniche letali, ma in soccorso del fratello di Gemini accorre Phoenix. Venuto a sapere dell'improvviso cambiamento del fratello e rimastone molto colpito, il Cavaliere della Fenice si scontra con Eaco: il fratello di Andromeda resiste ai potenti attacchi del Giudice degli Inferi e riesce a metterlo in grande difficoltà. |                  |                   |
| 20                     | L'eterna eclissi 「神罰!グレイテスト・エクリップス」 - Shinbatsu! Gurētesuto Ekurippusu – "Punizione divina! Greatest Eclipse" | 15 dicembre 2006 | 10 marzo 2009     |
| 20                     | Alla fine Phoenix sconfigge Eaco, sotto lo sguardo incredulo degli altri Giudici degli Inferi, ma a questo punto una forza misteriosa teletrasporta il Cavaliere della Fenice alla Giudecca. Qui il giovane eroe incontra Ade, che gli rivela i suoi piani: il dio vuole sterminare l'umanità con un'eterna eclissi solare, che farà piombare la Terra in una nuova e infinita era glaciale. Phoenix combatte con tutte le sue forze contro Ade, cercando di scacciare il dio dal corpo di Andromeda, ma il signore degli Inferi è molto potente e Phoenix non riesce a colpirlo. Comunque, anche se ci riuscisse, il Cavaliere di Atena violerebbe soltanto il corpo del fratello, finendo per ucciderlo. Nonostante tutto Phoenix non si arrende, resiste ai violenti attacchi di Ade e ha persino l'occasione di scacciare l'entità malvagia dal corpo del fratello, quando lo spirito di Andromeda si ribella al volere della divinità. |                  |                   |
| 21                     | Un cosmo pieno di dolore 「一輝!慟哭の拳」 - Ikki! Dōkoku no ken – "Ikki! Il pugno della tristezza" | 15 dicembre 2006 | 12 marzo 2009     |
| 21                     | L'occasione di sconfiggere Ade una volta per tutte non viene sfruttata da Phoenix, che esita a colpire il fratello pronto ancora una volta al sacrificio pur di salvare l'umanità. In seguito all'esitazione del Cavaliere della Fenice, Ade prende completo possesso del corpo di Andromeda e attacca Phoenix, il cui corpo privo di sensi viene gettato nel Cocito. Rimasto solo nella Giudecca, il dio incontra Virgo: il Cavaliere d'oro e Lady Isabel hanno vagato a lungo per gli Inferi alla ricerca dell'ingresso per i Campi Elisi, situati oltre la Giudecca. Virgo è desideroso di combattere Ade, ma viene fermato dall'irruzione di Atena. Intanto, Pegasus è bloccato nel Cocito, un'enorme landa ghiacciata dove finiscono le anime di coloro che hanno osato sfidare gli dei e dove non solo sono presenti Pegasus e Phoenix, ma anche Mur, Ioria e Scorpio. Il Cavaliere di Pegasus si imbatte in Valentine, al quale promette di cedere l'armatura di Atena se lo Specter lo vincerà in battaglia: il giovane eroe viene così liberato dal ghiaccio in cui era imprigionato, ma anche se indebolito e infreddolito deve ora fronteggiare un ostico avversario. |                  |                   |
| 22                     | La vita della dea Atena 「女神！ その命をかけて」 - Megami! Sono inochi o kakete – "Dea! Rischia la sua vita" | 19 gennaio 2007  | 17 marzo 2009     |
| 22                     | Al termine di una dura battaglia Pegasus sconfigge Valentine e l'armatura di Atena rimane in suo possesso. Nel frattempo, alla Giudecca Lady Isabel cerca vanamente di convincere Ade a fermare l'eterna eclisse, giungendo persino ad offrire la propria vita in cambio della salvezza della Terra. La dea viene ferita, ma quando il suo sangue entra in contatto con il corpo di Ade lo spirito del signore degli Inferi viene allontanato dalle membra di Andromeda: il giovane eroe viene richiamato nel suo corpo dal sangue divino della dea a cui è fedele. Ade è sconfitto, ma il suo spirito scompare portando con sé Lady Isabel, sotto lo sguardo attonito di un impotente Virgo. Lo scontro fra le due divinità viene avvertito da tutti i Cavalieri negli Inferi e Pegasus si dispera, credendo che Atena sia stata sconfitta e che la guerra sia così perduta. |                  |                   |
| 23                     | Il muro del lamento 「絶望！嘆きの壁」 - Zetsubō! Nageki no Kabe – "Disperazione! Il Muro del Lamento" | 19 gennaio 2007  | 19 marzo 2009     |
| 23                     | Incoraggiato dalla voce di Castalia, Pegasus fa ritorno alla Giudecca, dove incontra Andromeda, tornato in sé, e Virgo. I Cavalieri di Atena si trovano di fronte al "Muro del Lamento", un maestoso muro che separa il regno degli Inferi dai Campi Elisi, il luogo dove dimorano gli dei e dove probabilmente è finita Atena. I tre Cavalieri vorrebbero superare la soglia per raggiungere la dea e consegnarle la sua armatura, ma il muro non può essere attraversato dagli umani e non può nemmeno essere distrutto: per abbatterlo sarebbe necessaria l'energia della luce del Sole, certamente non facile da riprodurre. In questo momento lo spirito di Atena giunge nel Cocito e risveglia Mur, Ioria e Scorpio, che raggiungono il Muro del Lamento insieme a Libra. I Cavalieri d'oro possono ora unire le forze per abbattere l'ostacolo: le costellazioni dei Cavalieri d'oro sono infatti disposte sull'eclittica, il percorso apparente che il Sole segue intorno alla Terra. Nel corso dei millenni la stella ha illuminato le costellazioni sino a renderle più brillanti che mai: ora i cosmi dei Cavalieri d'oro possono eguagliare nella loro massima forma la luce del Sole. |                  |                   |
| 24                     | Le armature d'oro 「集結！黄金聖衣」 - Shūketsu! Ōgon sei'i – "Raduno! Le armature d'oro" | 16 febbraio 2007 | 24 marzo 2009     |
| 24                     | Dohko consegna le armi disposte sulla sua armatura agli altri Cavalieri d'oro, che le scagliano insieme contro il Muro del Lamento, ma purtroppo nemmeno l'energia delle armi della Bilancia è sufficiente ad abbattere l'imponente muro. Tuttavia, a questo punto le armature d'oro rimaste al Grande Tempio giungono negli Inferi in soccorso dei Cavalieri di Atena: l'unica corazza non ancora presente nella Giudecca è quella dei Gemelli, al momento utilizzata da Kanon. Il fratello di Gemini, che nel frattempo ha iniziato una nuova battaglia contro Rhadamante, comprende subito la situazione e si priva dell'armatura, che raggiunge le altre corazze sotto forma di meteora. Nello stesso momento anche Cristal e Sirio, dopo aver superato tutto l'Inferno, raggiungono la Giudecca. Kanon si sacrifica per sconfiggere Rhadamante, afferrandolo da dietro e colpendo sé stesso e il nemico con l'Esplosione Galattica. |                  |                   |
| 25                     | Addio, cavalieri d'oro! 「さらば！黄金の聖闘士」 - Saraba! Ōgon no seintōshi – "Addio! I cavalieri d'oro" | 16 febbraio 2007 | 26 marzo 2009     |
| 25                     | Le anime di tutti i Cavalieri d'oro caduti in battaglia appaiono nella Giudecca e indossano le rispettive armature. A questo punto Dohko informa Pegasus e compagni che nell'Elisio si trova il vero corpo di Ade, che deve essere distrutto affinché il dio venga definitivamente sconfitto. I quattro eroi possono accedere ai Campi Elisi senza rischiare la vita, in quanto le loro armature sono state riparate con il sangue di un dio, ma i Cavalieri d'oro non li potranno seguire, poiché nel tentativo di abbattere il Muro del Lamento perderanno sicuramente la vita. Quando Micene di Sagitter scocca la Freccia d'Oro, concentrazione del cosmo di tutti i Cavalieri d'oro, contro il Muro del Lamento, la Giudecca viene ridotta in macerie e nel muro si apre un varco: i dodici eroi, dei quali sono rimaste soltanto le armature, sono riusciti nel loro intento. Mentre Pegasus e compagni si apprestano a superare il muro, anche Phoenix giunge alla Giudecca, sotto lo sguardo sorpreso di Pandora. |                  |                   |
| Elysion (6 episodi)    | |                  |                   |
| 26                     | Destinazione: Elisio 「エリシオンへの道」 - Erishion e no michi – "La strada per l'Elisio" | 7 marzo 2008     | 15 ottobre 2014   |
| 26                     | Mentre sulla Terra l'eterna eclisse si sta già manifestando, Pegasus, Andromeda e Cristal attraversano la breccia che i Cavalieri d'oro hanno aperto nel Muro del Lamento a prezzo della loro vita. Sirio rimane nella Giudecca, fermato dall'arrivo di tre nuovi Specter: Queen, Gordon e Shilfield. Oltrepassato il Muro del Lamento i Cavalieri dello zodiaco si ritrovano in una "Superdimensione", che separa l'Inferno dall'Elisio. Pegasus e Andromeda riescono a superare la Superdimensione grazie alle ali improvvisamente comparse nell'armatura del Cavaliere di Pegasus, ma Cristal viene fermato da Minosse, l'ultimo Giudice degli Inferi rimasto in vita. I due si scontrano e alla fine il Cavaliere del Cigno ha la meglio, mentre anche Dragone riesce a sconfiggere i tre avversari, annientandoli con il potente Colpo dei Cento Draghi Nascenti appreso da Libra. Cristal e Sirio superano la Superdimensione grazie alle ali comparse nella corazza del Cavaliere del Cigno, peculiarità ottenuta quando l'armatura è stata riparata con il sangue divino di Atena. |                  |                   |
| 27                     | Hypnos e Thanatos 「死と眠りの神々」 - Shi to nemuri no kamigami – "Gli dei della morte e del sonno" | 7 marzo 2008     | 15 ottobre 2014   |
| 27                     | Phoenix giunge al Muro del Lamento, dove incontra Pandora. La sacerdotessa di Ade rivela il suo passato: quando era ancora una bambina risvegliò inconsciamente le divinità del sonno e della morte, Hypnos e Thanatos, fedeli ad Ade, che le annunciarono il ritorno del signore degli Inferi reincarnato nel fratello minore della ragazza, in procinto di nascere. Pandora fu incaricata di proteggere il dio, ma dalla sua venuta tutti gli esseri viventi nella casa della ragazza persero la vita, compresi i suoi genitori. La donna chiede a Phoenix di vendicare il suo passato infelice e gli cede una collana magica che gli permetterà di superare indenne la Superdimensione, per poi venire uccisa da Tanathos che, in grado di privare della vita anche a distanza, ha subito scoperto il tradimento della ragazza. Sconfitti gli ultimi Specter rimasti in vita tra i 108 totali, il Cavaliere della Fenice si avvia verso l'Esilio dove, nel frattempo, Pegasus ha incontrato Hypnos e Thanatos. Le due divinità rivelano che Atena è stata imprigionata nella "giara dell'Elisio", situata in un tempio dove si trova anche il corpo assopito di Ade. Il giovane eroe si scontra con Thanatos e riesce a tenergli testa nonostante l'avversario sia un dio. |                  |                   |
| 28                     | La potenza di Thanatos 「黄金の援軍」 - Ôgon no engun – "Un aiuto dorato" | 2 maggio 2008    | 22 ottobre 2014   |
| 28                     | Castalia ha trovato Patricia, la sorella maggiore di Pegasus scomparsa poco dopo la sua partenza per l'addestramento. La sacerdotessa guerriero racconta la storia della ragazza: Patricia aveva seguito il fratello in Grecia, ma un giorno cadde in un burrone e perse la memoria. Da quel giorno la ragazza visse nei pressi di Atene insieme ad un vecchio che la soccorse. Intanto, nell'Elisio prosegue il combattimento tra Pegasus e Thanatos, ma le tecniche del Cavaliere di Atena non sono abbastanza potenti per sopraffare il dio. Thanatos vuole uccidere Pegasus facendolo soffrire e inizia ad attaccare Patricia con potenti sfere di energia: Castalia, Tisifone, Kiki e i Cavalieri di bronzo rimasti sulla Terra cercano di difendere Patricia come possono, ma vengono ben presto messi fuori gioco. In aiuto di Pegasus sopraggiungono Andromeda, Sirio, Cristal e Phoenix, ma uno ad uno i Cavalieri di Atena vengono tutti sconfitti. In loro soccorso giungono però cinque armature d'oro, che sono riuscite a superare la Superdimensione e che vanno a difendere il corpo ormai privo di protezione dei cinque eroi. |                  |                   |
| 29                     | La leggendaria armatura divina 「伝説の神聖衣」 - Densetsu no shinsei'i – "La leggendaria armatura divina" | 2 maggio 2008    | 22 ottobre 2014   |
| 29                     | Nettuno ha inviato le armature d'oro ai Cavalieri di bronzo nell'Elisio, volendo scongiurare l'eterna eclissi e fermare le ambizioni di Ade, schierandosi così dalla parte di Atena nonostante la dea sia stata in passato sua mortale nemica. Purtroppo, l'aiuto divino non è sufficiente a ribaltare le sorti dello scontro con Thanatos: il dio della morte distrugge con sorprendente facilità le armature del Sagittario, dell'Aquario, della Bilancia, della Vergine e del Leone. Le speranze di vittoria dei Cavalieri dello zodiaco sembrano andate perdute, ma Pegasus continua la battaglia incoraggiato dalla dea Atena e da Patricia, che ha incredibilmente recuperato la memoria. Dalle ceneri dell'armatura di Pegasus sorge una nuova corazza: è una "camui", un'armatura divina, superiore persino a quelle d'oro, comparsa grazie al sangue di Atena che ha bagnato la corazza. Rinvigorito, Pegasus attacca Thanatos e lo sconfigge definitivamente, per poi correre al tempio dove Lady Isabel è imprigionata nella giara dell'Elisio. |                  |                   |
| 30                     | Il risveglio del sommo Ade 「神話よりの覚醒」 - Shinwa yori no kakusei – "Un mito che rivive" | 1º agosto 2008   | 29 ottobre 2014   |
| 30                     | Andromeda, Sirio e Cristal si scontrano con Hypnos, ma privi delle loro armature non possono combattere alla pari contro il dio del sonno. Tuttavia, prima le vestigia di Andromeda e poi quelle del Dragone e del Cigno si ricompongono nella loro forma divina: grazie alla potenza delle nuove corazze, anch'esse bagnate dal sangue di Atena, i tre giovani eroi sconfiggono Hypnos. Intanto, Phoenix raggiunge Pegasus presso la giara dell'Elisio: Atena vi è imprigionata e la Sacra giara le sta assorbendo il sangue, portandola lentamente alla morte. Entrando in contatto con il sangue di Atena, Phoenix ottiene il privilegio di indossare un'armatura divina, ma anche in queste condizioni i colpi incrociati dei due Cavalieri dello zodiaco non bastano ad infrangere la giara dell'Elisio, che si rivela indistruttibile. Pochi passi dietro alla giara Pegasus e Phoenix trovano il mausoleo che contiene il corpo del Sommo Ade: i due decidono di entrarvi e distruggere il corpo del dio, nel tentativo di porre fine alla guerra e salvare l'umanità. Ma non appena i Cavalieri entrano nel mausoleo, la bara contenente il corpo del signore degli Inferi si apre: ne esce Ade in persona, che si è risvegliato dopo un lungo sonno e che è ora deciso a sconfiggere una volta per tutte Atena e i suoi guerrieri. |                  |                   |
| 31                     | Un mondo di luce 「光あふれる世界へ」 - Hikaru afureru sekai e – "Verso un mondo pieno di luce" | 1º agosto 2008   | 29 ottobre 2014   |
| 31                     | Pegasus e Phoenix, ai quali si aggiungono anche Andromeda, Cristal e Sirio, ingaggiano la battaglia finale contro Ade, il quale però si mostra da subito di gran lunga superiore ai Cavalieri dello zodiaco. Nel frattempo, sulla Terra l'eterna eclisse è completa e il pianeta è stato interamente oscurato. Ade è in procinto di uccidere Atena, ma improvvisamente il cosmo della dea della giustizia si rivela: Lady Isabel si libera dalla giara dell'Elisio e indossa la sua armatura divina, consegnatale da Pegasus, con la quale può finalmente combattere contro il signore degli Inferi. Questi colpisce Pegasus in pieno petto con la sua potente spada, ma viene poi trafitto dallo scettro di Thule della dea Atena: Ade viene così ucciso e il suo corpo si dissolve. A seguito della sua sconfitta l'Inferno e l'Elisio scompaiono e i Cavalieri dello zodiaco fanno ritorno sulla Terra: qui l'eterna eclisse è stata sventata e il Sole è tornato a risplendere in cielo e a illuminare un mondo pieno di luce. L'umanità è dunque salva e i Cavalieri di bronzo rimasti sul pianeta gioiscono per il trionfo di Atena; è altresì felice Patricia, che finalmente può riabbracciare il fratello ritrovato. |                  |                   |